# Daemonorops stenophylla
Daemonorops stenophylla är en enhjärtbladig växtart som beskrevs av Odoardo Beccari. Daemonorops stenophylla ingår i släktet Daemonorops och familjen Arecaceae.
Artens utbredningsområde är Sumatera. Inga underarter finns listade i Catalogue of Life.